# 槭輪盾介殼蟲
槭輪盾介殼蟲（学名：Aulacaspis aceris）为盾介殼蟲科輪盾介殼蟲屬下的一个种。